# Passa
Passa település Franciaországban, Pyrénées-Orientales megyében. Lakosainak száma 1079 fő (2022. január 1.). Passa Trouillas, Villemolaque, Tresserre, Le Boulou, Saint-Jean-Pla-de-Corts, Vivès, Llauro, Tordères és Fourques községekkel határos.

## Népesség
A település népességének változása:
| Lakosok száma | 683  | 701  | 770  | 820  | 880  | 970  | 998  | 1039 | 1079 |
|               | 2013 | 2015 | 2016 | 2017 | 2018 | 2019 | 2020 | 2021 | 2022 |